# Antrophyum castaneum
Antrophyum castaneum är en kantbräkenväxtart som beskrevs av H. Itô. Antrophyum castaneum ingår i släktet Antrophyum och familjen Pteridaceae. Inga underarter finns listade.